# Geological Evidences of the Antiquity of Man
Geological Evidences of the Antiquity of Man é um livro escrito pelo geólogo britânico Charles Lyell em 1863. As três primeiras edições apareceram em fevereiro, abril e novembro de 1863, respectivamente. Uma quarta edição muito revisada apareceu em 1873. Antiquity of Man, como era conhecida pelos leitores contemporâneos, tratou de três questões científicas que se tornaram proeminentes na década anterior: a idade da raça humana, a existência das eras glaciais e a teoria da evolução por seleção natural de Charles Darwin. Lyell usou o livro para reverter ou modificar suas próprias posições de longa data sobre as três questões. O livro atraiu duras críticas de dois dos colegas mais jovens de Lyell – o paleontólogo Hugh Falconer e o arqueólogo John Lubbock – que sentiram que Lyell havia usado seu trabalho com muita liberdade e o reconheceu com muita parcimônia. Vendeu bem, no entanto, e (juntamente com o livro de Lubbock de 1865 Prehistoric Times) ajudou a estabelecer a nova ciência da arqueologia pré-histórica na Grã-Bretanha.

## Antecedentes
Lyell tinha sido consistentemente cético em relação às evidências da alta antiguidade humana desde o início da década de 1830, e se distanciou da teoria das eras glaciais após um breve flerte com ela no início da década de 1840. Ele atacou as ideias evolucionistas de Lamarck em detalhes em seu livro Principles of Geology. Novos desenvolvimentos em todas as três áreas forçaram-no a reconsiderar essas posições no final da década de 1850 e início da década de 1860, e tornou-se o assunto da Antiguidade do Homem.

## Conteúdo
A seção sobre o homem resumiu as evidências da antiguidade humana que haviam sido trazidas à luz por geólogos britânicos em 1858-59, e a integrou com evidências arqueológicas do Paleolítico, Neolítico e Idade do Bronze.
A seção sobre glaciação integrou as eras glaciais continentais ao quadro mais amplo do Período Quaternário que Lyell havia construído em seus trabalhos anteriores.
A seção sobre evolução recapitulou os argumentos de Darwin e os endossou, embora não com entusiasmo. Reconheceu que os corpos humanos poderiam ter evoluído, mas deixou em aberto a possibilidade de intervenção divina nas origens do intelecto e do senso moral humanos.

## Polêmica
Hugh Falconer, um jogador-chave no estabelecimento da antiguidade humana, acusou Lyell – um ator menor no processo – de ter se lançado erroneamente na liderança enquanto ignorava as contribuições dos outros. Ele levantou suas acusações nas páginas do jornal semanal O Ateneu, e as pressionou com uma veemência que alguns de seus colegas acharam de mau gosto.
John Lubbock, uma jovem mas ascendente estrela científica e membro do círculo íntimo de Darwin, acusou Lyell de ter incorporado grandes quantidades de material que Lubbock havia publicado em artigos e depois foi retrabalhado em um livro de sua autoria. Sua crítica era em grande parte privada, mas bem conhecida nos círculos científicos em que ambos se moviam.
Lyell gradualmente mudou o texto de Antiquity of Man para atenuar algumas de suas críticas, mas ao longo do processo considerou que ele havia sido acusado injustamente.

## Impacto
Antiquity of Man teve seu maior impacto nos anos imediatamente posteriores à sua publicação. A apresentação de Lyell e o endosso das novas evidências para a antiguidade humana estabeleceram firmemente a teoria como ortodoxia científica. Sua integração de ambas as eras glaciais e de uma raça humana muito antiga na história (geologicamente) recente da Terra foi nova para sua época, assim como sua apresentação de dados arqueológicos da Europa continental. Até o início da década de 1860, "arqueologia" era sinônimo, na Inglaterra, do estudo da Antiguidade e da Idade Média por meio de artefatos. Antiquity of Man expandiu-a para incluir o estudo da pré-história.
A estrutura de três partes do livro significou, no entanto, que ele foi rapidamente suplantado por trabalhos mais detalhados que se seguiram em seu rastro. Prehistoric Times de Lubbock (1865), The Descent of Man (1871), de Darwin, The Great Ice Age (1874), de James Archibald Geike, e Early Man in Britain (1880), de William Boyd Dawkins, tornaram-se as obras padrão nos campos aos quais Lyell introduziu uma geração de leitores vitorianos.